# Michael Doleac
Michael Doleac é um ex-jogador de basquete norte-americano que foi campeão da Temporada da NBA de 2005-06 jogando pelo Miami Heat.